# Handschinia orca
Handschinia orca är en insektsart som beskrevs av Hamilton 1980. Handschinia orca ingår i släktet Handschinia och familjen spottstritar. Inga underarter finns listade i Catalogue of Life.